# Eremiaphila maculipennis
Eremiaphila maculipennis är en bönsyrseart som beskrevs av Lucien Chopard 1940. Eremiaphila maculipennis ingår i släktet Eremiaphila och familjen Eremiaphilidae. Inga underarter finns listade i Catalogue of Life.